# 트라카이
트라카이(Trakai)는 리투아니아의 도시로, 인구는 5,406명(2007년 기준)이며 빌뉴스(리투아니아의 수도)에서 서쪽으로 28km 정도 떨어진 곳에 위치한다.

## 주민
이 지역의 주민 가운데 61%는 리투아니아인이며 21%는 폴란드인이다.

## 지리
빌코크슈니스 호수가 있다.

## 자매 도시
- 튀르키예 알라니아
- 독일 라인
- 폴란드 말보르크
- 폴란드 노비 송치
- 폴란드 기지츠코